# Алі Барід-шах III
Алі Барід-шах III (д/н — 1609) — султан Бідару у 1601—1609 роках.

## Життєпис
Походив з бічної лінії правлячої династії. Замолоду звався Мірза Алі. 1601 року скористався непопулярністю султана Аміра Барід-шаха II, якого повалив, захопивши владу. Прийняв ім'я Алі Барід-шах III.
Протягом усього панування в союзі з ахмеднагарським султаном Муртазою Нізам-шахом II вів запеклу війну з біджапурським султаном Ібрагімом Аділ-шахом II. Це негативно позначилося на господарстві султанату, який постійно зазнавав ворожих вторгнень. Водночас відбувалося боротьба з заміндарами, що бажали здобити самостійність.
На кінець панування Бідарський султанат перебував в складній ситуації, про що свідчить відмова Алі Барід-шаха III відновити карбування монети з власним ім'ям, замість чого використовувався скарий карб. Помер він 1609 року. Спадкував владу його син Амір Барід-шах III.